# Trung Liêu

Vị trí tại Nam Đầu

Trung Liêu (tiếng Trung: 中寮鄉; bính âm: Zhōngliáo Xiāng) là một hương (xã) của huyện Nam Đầu, tỉnh Đài Loan, Trung Hoa Dân Quốc (Đài Loan). Hương nằm ở trung tâm của huyện và có độ cao từ 200m đến 1264m. Tổng diện tích của Trung Liêu là 146,6541 km², dân số vào tháng 8 năm 2011 là 16.017 người thuộc 5.630 hộ gia đình, mật độ cư trú đạt 109,2 người/km².